# Skimming
Skimming er ulovlig kopiering af andres kreditkortoplysninger. Kortoplysningerne bruges så til kortsvindel. I Danmark er problemet med kortsvindel steget kraftigt i 2016.

## Trådløs skimming
Trådløs skimming betyder, at man ved at bruge en NFC-læser, kan læse og stjæle kortoplysninger trådløst. Mange mobiltelefoner har i dag en indbygget NFC-læser, og der er også NFC-læser, der man forbinder til en computer via USB. Metoden er beregnet til at stjæle kortoplysninger til kontaktløse betalingskort. Kortoplysningerne på kontaktløse kort er ukrypterede, hvilket gør det muligt for bedrageren at læse kortoplysningerne uden at skulle forlade offerets tegnebog. Aflæsningsafstanden er op til 1 meter. Den tre- eller firecifrede sikkerhedskode kan ikke trådløst aflæses. Det anslås, at 43% af alle webshopper ikke kræver sikkerhedskoden for at gennemføre et køb.

## Skimming i pengeautomat
En mere avanceret metode til skimming er at montere en særlig elektronisk enhed på en pengeautomat eller en anden kortterminal, som så aflæser kortoplysningerne og PIN-koden. Derpå laver svindlerne et falsk kort og trækker penge ud af offerets bankkonto.

## Beskyttelse
Der er én slags beskyttelseskort, der stopper trådløs skimming. Dette beskyttelseskort indeholder en støjsender, der forstyrrer udstyr til skimming og forhindrer kortaflæsning. Der er også specielle tegnebøger i metal, der blokerer kommunikation mellem kontaktløse betalingskort og aflæseren. Kortbrugere kan ikke beskytte sig mod skimming på nogen anden måde, når bedragere har monteret aflæsningsudstyr på en pengeautomat.